# Distrikt Kinabatangan
Der Distrikt Kinabatangan ist ein Verwaltungsbezirk im malaysischen Bundesstaat Sabah. Verwaltungssitz ist die Stadt Kinabatangan. Der Distrikt Kinabatangan ist Teil des Gebietes Sandakan Division, zu dem die Distrikte Beluran, Kinabatangan, Sandakan und Tongod gehören.

## Demographie
Die Bevölkerung des Distrikts beträgt 143.112 (Stand: 2020). Kinabatangan hatte laut der letzten Volkszählung 146.987 Einwohner (Stand: Zensus 2010). Wie in vielen anderen Städten Sabahs gibt es auch hier eine beträchtliche Anzahl illegaler Immigranten aus den nahegelegenen Philippinen, vor allem aus Sulu und Mindanao, die in der Bevölkerungsstatistik nicht verzeichnet sind.

## Verwaltungssitz
Der Verwaltungssitz des Distrikts ist die Stadt Kinabatangan.